# Novelty (Misuri)
Novelty es una villa ubicada en el condado de Knox en el estado estadounidense de Misuri. En el Censo de 2010 tenía una población de 139 habitantes y una densidad poblacional de 191,67 personas por km².

## Geografía
Novelty se encuentra ubicada en las coordenadas 40°0′45″N 92°12′26″O / 40.01250, -92.20722. Según la Oficina del Censo de los Estados Unidos, Novelty tiene una superficie total de 0.73 km², de la cual 0.73 km² corresponden a tierra firme y (0%) 0 km² es agua.

## Demografía
Según el censo de 2010, había 139 personas residiendo en Novelty. La densidad de población era de 191,67 hab./km². De los 139 habitantes, Novelty estaba compuesto por el 96.4% blancos, el 0.72% eran afroamericanos, el 0% eran amerindios, el 0.72% eran asiáticos, el 0% eran isleños del Pacífico, el 0% eran de otras razas y el 2.16% pertenecían a dos o más razas. Del total de la población el 0.72% eran hispanos o latinos de cualquier raza.